# 善化里
善化里，是台灣南部自明鄭時期至清治時期的一個行政區劃，其範圍約為今台南市的善化區中部及東部、官田區東部、大內區西部及北部、玉井區北部、楠西區西部及六甲區東南部。
善化里為1664年（南明永曆十八年）明鄭時期始設的四坊二十四里之一，其南邊為新化里，西邊為武定里北岸地區，北邊為開化里，東邊為尚未納入管轄地區。
善化里後來分拆為善化里西堡、善化里東堡。